# Dones en l'agricultura de la Xina

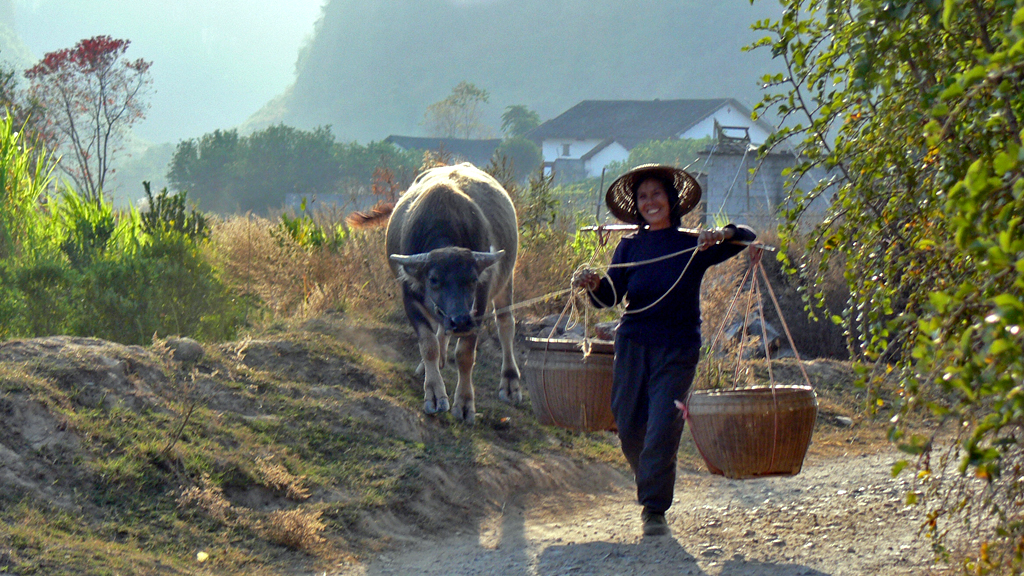
Treballadora agrícola amb un búfal prop de Yangshou, 2007.

Les dones en l'agricultura de la Xina formen un grup divers que s'ocupen d'activitats agrícoles en el seu país. Ja que la Xina és un país molt gran, les dones de l'àrea rural no han de ser considerades un grup monolític sinó que tenen diferents estratègies per a arribar a l'èxit basades en relacions de grup o família.

## Història
Basant-se en els principis confucians, l'agricultura va ser una expressió de valor moral per als homes de totes les classes socials de la Xina mentre que cosir i crear tèxtils ho era per a les dones. Tradicionalment, les "dones eren subordinades als homes", i encara que els homes tenien responsabilitat principalment als camps, les doneres estaven certament involucrades en la feina agrícola en la primerenca economia xinesa. Durant la dinastia Han, les contribucions de les dones a l'agricultura augmentaren, probablement per la innovació i popularització del mètode de l'agricultura dels clots. La creació tèxtil, la qual es basava solament en ajuda i seda, també era considerada pels xinesos dels primers temps com un "producte agrícola" en compte d'una artesania a part.
Abans de la Revolució Xinhai, els xicotets camps familiars on les dones contribuïen en la feina del camp i la llar, formaven la majoria de l'agricultura xinesa. La contribució de les dones als camps familiars solien ser omesos pels acadèmics de principis del segle xix perquè la feina de les dones no era reconeguda pels homes i no fou considerada als informes econòmics. Les dones tampoc tenien drets a les terres en la Xina prerrevolucionària.
Mentre la Xina passava l'execució de la reforma, el sector agrícola es convertí en una força econòmica poderosa. La Constitució de la República Popular de la Xina estableix que les dones són iguals als homes, però en la pràctica, els rols tradicionals lligats al gènere han persistit on els homes són considerats "superiors a les dones". Després de 1949, el govern xinès animà considerablement que les dones participaren en l'agricultura.

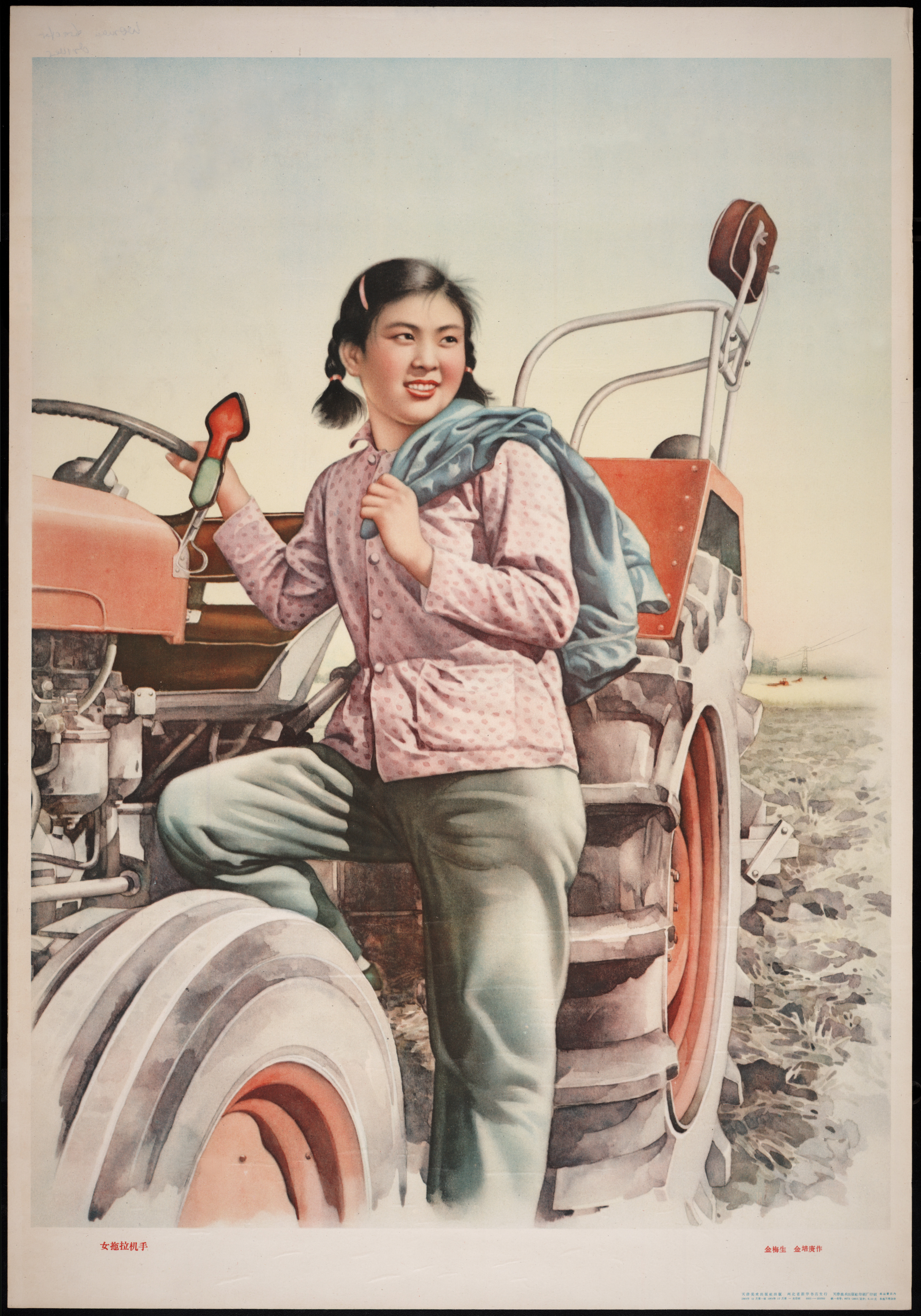
Dona conduint un tractor en la Xina representada en un cartell del 1964.

Durant la dècada de 1980, la Xina va passar per la "descol·lectivització de l'agricultura", com a part del sistema de la responsabilitat per contracte que provocà que grups individuals "es comprometeren a una vasta majoria de la producció agrícola". Aquest sistema també renormalitzà rols de gènere en relació amb quin tipus de feina una persona era assignada a la casa i al camp. I també va contribuir a una major quantitat de comercialització en l'agricultura xinesa. La capacitat de les dones per a ser propietaries de terres va ser afectada altra vegada pel sistema aquest, el qual començà a dissuadir a les dones que s'havien casat de filing reajustos a la propietat de les terres, fent que les dones casades no tinguren terres en la seua propietat de manera efectiva.
A mitjan dècada dels noranta, el 80% de les dones xineses vivien en àrees rurals i feien aproximadament entre el 70 i el 80 percent del treball del camp, a més d'ocupar-se dels membres de la família. Després d'açò, així i tot, la contribució de les dones a la feina del camp començà a caure i pel 2000 havia caigut per sota del 51 percent. Durant aquest període, els governs dels poblets comptaren totalment les dones com a part de la mà d'obra del poblet i no mantingueren registres separats del treball dels homes i les dones. Del nombre de dones involucrades en la mà d'obra de treball migrant ha augmentat establement des de la dècada del 19080, solament un 1% de les dones guanyaven diners com a treballadores migrants, el 2000 eixe nombre augmentà al 7%. El 2000, les dones s'ocupaten del 59% de les activitats relatives al ramat.
Les dones que s'havien quedat a les àrees rurals per a ocupar-se dels camps familiars a la província de Sichuan han patit una falta d'accés als programes de social welfare i una discriminació basada en rols de gènere.

## Agricultura moderna

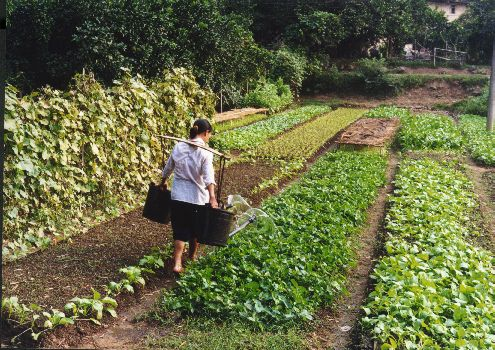
Una dona treballant a Yangshuo, 2005.

Avui en dia, l'agricultura continua sent una "ocupació dominant a la Xina." La Xina també té planificat registrar tots els propietaris de les terres per a l'any de 2018, un pla que pot de fet llevar-los els drets a dones. Malgrat això, 13 províncies de la República Popular de la Xina "publicaren documents de polítiques que requereixen la protecció dels drets per la igualtat de les dones per a accedir a la terra en el procés de registre". El problema dels drets de les dones respecte les terres involucra el fet que la majoria dels drets a la terra de les dones casades "estan retinguts per les cases/famílies de naixement". A més, un estudi fet després del 2012 descobrí que "solament un 17,1 percent dels arrendaments existents i el 38,2 percent dels certificats existents de terres inclouen noms de dones.
La possibilitat d'emprendre per part de les dones xineses en l'agricultura ha sigut possible per les noves forces del mercat, permetent-les iniciar els seus propis negocis. Shared Harvest, fundada el 2012 per Shi Yan, és un camp ecològic i un dels primers camps a formar part del model d'agricultura sostinguda per la comunitat. Les tendències cap a comprar menjar cultivat seguint aquest model, com el cas dels consumidors que volen més productes ecològics o rebutjant la industrialització de l'agricultura, han ajudat el creixement d'aquests camps a la Xina.